# 関山 (蓮田市)
関山（せきやま）は、埼玉県蓮田市の町名。現行行政地名は関山一丁目から関山四丁目。住居表示実施地区。郵便番号は349-0121。

## 地理
埼玉県東部、蓮田市南部に位置する。東側で椿山に、南側で上と見沼町に、西側で蓮田と伊奈町小室に、北側で蓮田と閏戸に、北東角で城に隣接する。地内の中央部に大宮台地（岩槻支台）が位置する。国道122号蓮田岩槻バイパスが東部を縦貫し、埼玉県道3号さいたま栗橋線が南西から北東へ貫く。埼玉県道150号上尾蓮田線は中央部を東西に通り、国道122号との交差点が終点である。
住居表示の実施により成立した。町名は小字名に由来する。元荒川河川敷は市街化調整区域に指定されており、それ以外は市街化区域に指定されている。主に住宅地として利用されており、生産緑地地区は二丁目と三丁目に存在する。
河川
- 元荒川
- 見沼代用水

## 歴史
- 1964年（昭和39年） - 住居表示実施により、大字蓮田の一部から関山一丁目 - 三丁目が成立[6]。
- 1971年（昭和46年） - 住居表示実施により、大字閏戸および大字城の各一部から関山四丁目が成立[6]。
- 1972年（昭和47年）10月1日 - 蓮田町が市制施行し、蓮田市の町名となる。
- 2006年（平成18年）6月11日 - 地内に国道122号蓮田岩槻バイパスが開通する。

## 世帯数と人口
2020年（令和2年）9月1日時点の世帯数と人口は以下の通りである。
| 丁目       | 世帯数    | 人口    |
| ---------- | --------- | ------- |
| 関山一丁目 | 363世帯   | 854人   |
| 関山二丁目 | 404世帯   | 957人   |
| 関山三丁目 | 452世帯   | 1,008人 |
| 関山四丁目 | 421世帯   | 973人   |
| 計         | 1,640世帯 | 3,792人 |

## 小・中学校の学区
市立小・中学校に通う場合、学区は以下の通りとなる。
| 丁目       | 区域 | 小学校                 | 中学校             |
| ---------- | ---- | ---------------------- | ------------------ |
| 関山一丁目 | 全域 | 蓮田市立蓮田中央小学校 | 蓮田市立蓮田中学校 |
| 関山二丁目 | 全域 | 蓮田市立蓮田中央小学校 | 蓮田市立蓮田中学校 |
| 関山三丁目 | 全域 | 蓮田市立蓮田中央小学校 | 蓮田市立蓮田中学校 |
| 関山四丁目 | 全域 | 蓮田市立蓮田中央小学校 | 蓮田市立蓮田中学校 |

## 交通

### 鉄道
地区内に鉄道は敷設されていない。最寄り駅は東北本線（宇都宮線）蓮田駅であり、関山四丁目から約1.2 kmの位置にある。

### 道路
- 国道122号蓮田岩槻バイパス
- 埼玉県道3号さいたま栗橋線
- 埼玉県道150号上尾蓮田線

## 施設
一丁目
- 関山貝塚 - 関山式土器の由来となった[9]。
- 関山一丁目児童公園

三丁目
- 蓮田市立蓮田中央小学校
- 長松寺
- 蓮田商業高等学院

四丁目
- 中央公民館関山分館
- ふれあい福祉センター

1980年の時点では、関山三丁目7番1号に蓮田市役所が所在した。また、地内に関山郵便局が所在した。